# Avdelleró
Avdelleró är en ort i Cypern.   Den ligger i distriktet Eparchía Lárnakas, i den östra delen av landet, 26 km sydost om huvudstaden Nicosia. Avdelleró ligger 131 meter över havet och antalet invånare är 136. Den ligger på ön Cypern.
Terrängen runt Avdelleró är platt åt nordost, men åt sydväst är den kuperad. Närmaste större samhälle är Larnaca, 10,6 km sydost om Avdelleró. Trakten runt Avdelleró består till största delen av jordbruksmark.
Medelhavsklimat råder i trakten. Årsmedeltemperaturen i trakten är 23 °C. Den varmaste månaden är juli, då medeltemperaturen är 33 °C, och den kallaste är januari, med 10 °C. Genomsnittlig årsnederbörd är 480 millimeter. Den regnigaste månaden är december, med i genomsnitt 113 mm nederbörd, och den torraste är augusti, med 1 mm nederbörd.